# Hypholoma peregrinum
Hypholoma peregrinum är en svampart som beskrevs av Massee 1907. Hypholoma peregrinum ingår i släktet Hypholoma och familjen Strophariaceae.   Inga underarter finns listade i Catalogue of Life.